# Cleome semitetandra
Cleome semitetandra là một loài thực vật có hoa trong họ Màng màng. Loài này được Sond. mô tả khoa học đầu tiên năm 1850.